# M gasin
M gasin er et litterært tidsskrift, der udgives af Poetklub Århus. Bladet redigeres af Lars Hougaard Clausen.
Bladet udkom første gang i efteråret 2001. Om navnet, M gasin, skriver Lars Hougaard i XXVI, 7. årgang, marts 2007:
"I efteråret 2001 udgav vi et blad uden navn med digte fra undergrunden i Århus. Først det tredje nummer i februar 2002 havde navnet M gasin. Claus, Jeppe og jeg havde under en middag på en restaurant i det indre Århus drøftet et muligt navn.
Claus betalte først og gik ud, og da Jeppe kort efter fulgte efter stod Claus og kiggede på Magasins defekte lysreklame og foreslog vist nok i spøg, at bladet kunne hedde det. Da jeg som den sidste kom ud, holdt Jeppe masken og henledte min opmærksomhed på det lysende M gasin! Og jeg slog til!
Vagn Steens digt med titlen Skilte i Århus fra digtsamlingen Digte? har uden tvivl spillet ind. Her optræder nemlig en netop en række defekte skilte i Århus."